# 龙光世纪大厦
龍光世紀大廈是中國廣西壯族自治區首府南寧市的一座複合型建築，於2018年竣工，由兩棟摩天大樓組成：1座高381公尺、82層樓，是南寧市第二高樓；2座高182公尺、51層樓。

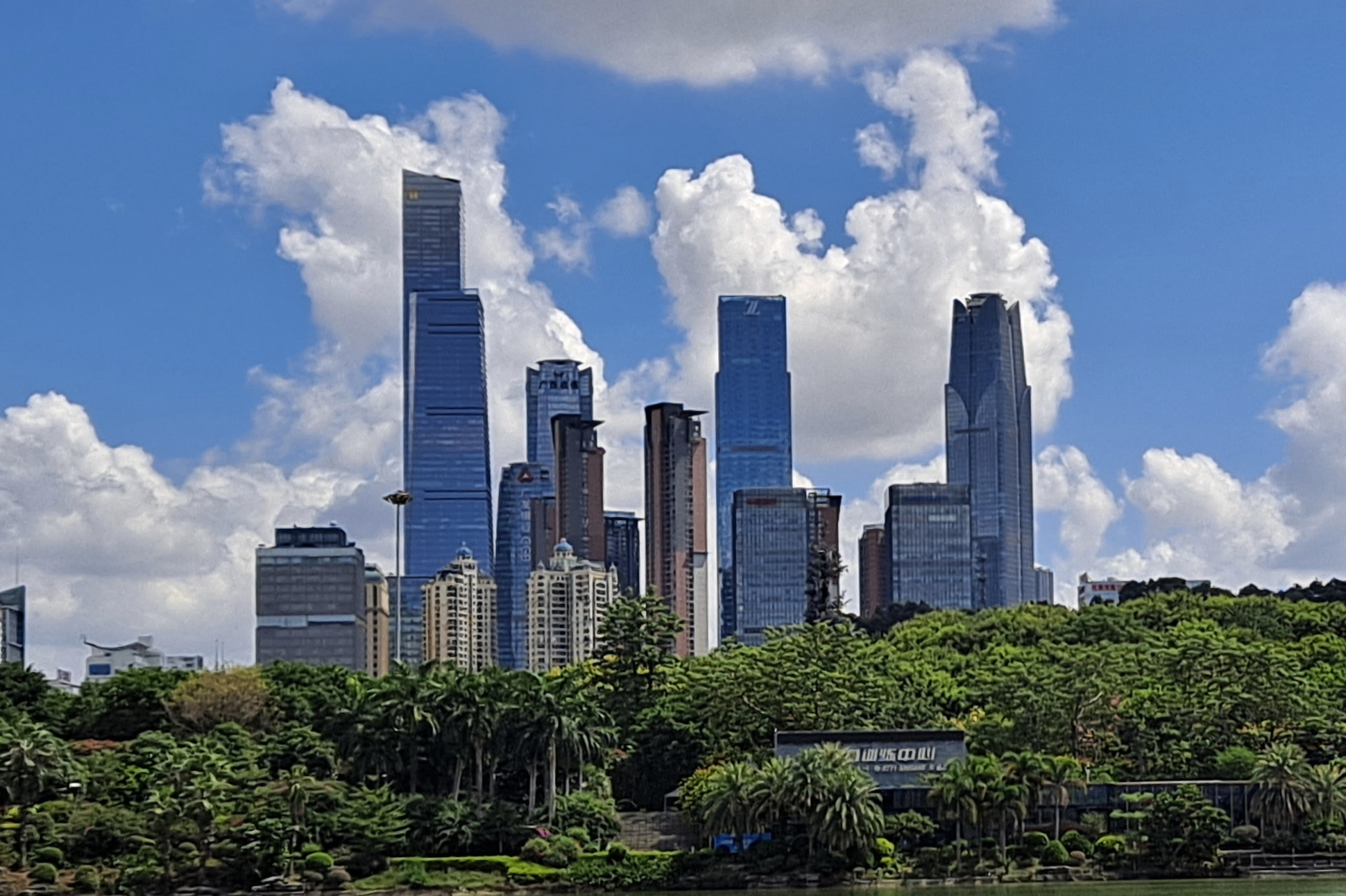
南寧天際線；龍光世紀1座是右方高樓